# ودرییان
ودرییان (اسلوونیایی: Vedrijan) یک زیستگاه انسانی در اسلوونی است که در Brda Municipality واقع شده‌است.

## خصوصیات
ودرییان ۱٫۷۸ کیلومترمربع مساحت و ۱۹۶ نفر جمعیت دارد و ۲۴۷٫۶ متر بالاتر از سطح دریا واقع شده‌است.